# Charles Lesca
 (février 2011).
Si vous disposez d'ouvrages ou d'articles de référence ou si vous connaissez des sites web de qualité traitant du thème abordé ici, merci de compléter l'article en donnant les références utiles à sa vérifiabilité et en les liant à la section « Notes et références ».
Pour les articles homonymes, voir Lesca.
Charles Lesca, né le 19 février 1887 et mort en 1949, est un éditeur de presse et journaliste d'extrême droite franco-argentin.

## Biographie
Né à Buenos Aires le 19 février 1887, il est le riche héritier d'un Basque émigré en Argentine et y ayant fait fortune dans le commerce des viandes de conserve. Après vingt-cinq ans de présence en Argentine, ses parents rentrent en France en 1893, Charles Lesca a alors 6 ans. Il est engagé volontaire dans les troupes françaises durant la Première Guerre mondiale. Ami de Charles Maurras, il est un temps administrateur de l'imprimerie du journal L'Action française.
Il fonde et dirige la Revue de l'Amérique latine. En 1936, il dirige la revue de politique étrangère Frontières.
Il devient en 1936 administrateur du journal antisémite Je suis partout, après que l'éditeur Fayard a souhaité revendre ce journal jugé trop radical. Ayant racheté les parts du journal que les rédacteurs ne pouvaient acquérir faute de moyens, il en devient l'actionnaire principal et, à partir de 1943, le directeur de publication en titre. Il y écrit sous le pseudonyme de L'Ubiquiste. Radicalisé politiquement avec le temps, il se réclame ouvertement du fascisme. Il collabore également à d'autres publications comme Le Cri du peuple.
Ayant été arrêté par la police française début juin 1940 sur ordre du ministre de l'intérieur Georges Mandel (pour atteinte à la sûreté de l'État, aux côtés d'autres pro-nazis), il publie l'année suivante un ouvrage antisémite intitulé Quand Israël se venge (Paris, Grasset).
C'est contre l’avis de Maurras qu’il veut faire reparaître Je suis partout en zone occupée sous contrôle allemand.
Acteur de la collaboration active avec les Allemands, il est membre du comité central de la Légion des volontaires français contre le bolchevisme (LVF). Il se réfugie en Amérique du Sud à la Libération de la France en 1944. Il aide également, avec Georges Guilbaud, Pierre Daye à trouver refuge en Argentine. Condamné à mort par la Cour de cassation de Paris en 1947, il ne sera jamais extradé, en dépit des demandes de la République française en ce sens. C'est en Argentine qu'il meurt en 1949.